# Carex motuoensis
Espèce
Classification phylogénétique
Statut de conservation UICN

 DD  : Données insuffisantes
Carex motuoensis est une espèce des plantes du genre Carex et de la famille des Cyperaceae.